# Agnès Merlet
Agnès Merlet (ur. 4 stycznia 1959) – francuska reżyserka i scenarzystka filmowa.

## Kariera
Debiutowała w 1985 jako współtwórczyni krótkometrażowego filmu La guerre des pâtes. Scenariusz filmowy napisała wspólnie z Laurence’em Arcadiasem. Kolejny krótki metraż, Poussière d’étoiles, w 1986 przyniósł jej nagrodę podczas festiwalu filmowego Prix Jean Vigo. W listopadzie 1993 miał swoją premierę pierwszy fabularny film Mertlet zatytułowany Le fils du requin (w krajach anglojęzycznych znany pt. Son of the Shark). Dramat, napisany przez Merlet i Santiago Amigorena, zainspirowała poetycka nowela Comte’a de Lautréamonta pt. Les Chants de Maldoror. W 1994 projekt zdobył Europejską Nagrodę Filmową, przyniósł też reżyserce nagrodę Cezara. W 1997 powstał biograficzny dramat Artemisia, który rok później został uhonorowany nominacją do Złotego Globu. Za jego reżyserię Merlet wyróżniono podczas Avignon/New York Film Festival i Chicago International Film Festival. Wyprodukowany w 2008 horror psychologiczny Egzorcyzmy Dorothy Mills został wyróżniony czterema nominacjami podczas 2009 Irish Film & Television Awards oraz wypromował jako aktorkę Jenn Murray, odtwórczynię roli tytułowej.